# Promachus binucleatus
Promachus binucleatus là một loài ruồi trong họ Asilidae. Promachus binucleatus được Bezzi miêu tả năm 1908. Loài này phân bố ở vùng nhiệt đới châu Phi.